# I Want You Back (Natalia)
I Want You back is de vierde single van de Belgische zangeres Natalia en werd in België uitgebracht op 17 mei 2004. Het nummer staat tevens op haar debuutalbum This Time en tijdens de zomer werd het genomineerd voor de TOTZ-zomertrofee 2004. I Want You Back behaalde uiteindelijk de tweede plaats. Uiteindelijk mocht Natalia tòch de trofee mee naar huis nemen; ze won de wedstrijd met haar nieuwe single Risin', de opvolger van I Want You Back.

## Hitnotering
| "I Want You Back" in de Vlaamse Ultratop 50 - binnen: 22-05-2004 | "I Want You Back" in de Vlaamse Ultratop 50 - binnen: 22-05-2004 | "I Want You Back" in de Vlaamse Ultratop 50 - binnen: 22-05-2004 | "I Want You Back" in de Vlaamse Ultratop 50 - binnen: 22-05-2004 | "I Want You Back" in de Vlaamse Ultratop 50 - binnen: 22-05-2004 | "I Want You Back" in de Vlaamse Ultratop 50 - binnen: 22-05-2004 | "I Want You Back" in de Vlaamse Ultratop 50 - binnen: 22-05-2004 | "I Want You Back" in de Vlaamse Ultratop 50 - binnen: 22-05-2004 | "I Want You Back" in de Vlaamse Ultratop 50 - binnen: 22-05-2004 | "I Want You Back" in de Vlaamse Ultratop 50 - binnen: 22-05-2004 | "I Want You Back" in de Vlaamse Ultratop 50 - binnen: 22-05-2004 | "I Want You Back" in de Vlaamse Ultratop 50 - binnen: 22-05-2004 | "I Want You Back" in de Vlaamse Ultratop 50 - binnen: 22-05-2004 | "I Want You Back" in de Vlaamse Ultratop 50 - binnen: 22-05-2004 | "I Want You Back" in de Vlaamse Ultratop 50 - binnen: 22-05-2004 | "I Want You Back" in de Vlaamse Ultratop 50 - binnen: 22-05-2004 | "I Want You Back" in de Vlaamse Ultratop 50 - binnen: 22-05-2004 | "I Want You Back" in de Vlaamse Ultratop 50 - binnen: 22-05-2004 | "I Want You Back" in de Vlaamse Ultratop 50 - binnen: 22-05-2004 | "I Want You Back" in de Vlaamse Ultratop 50 - binnen: 22-05-2004 | "I Want You Back" in de Vlaamse Ultratop 50 - binnen: 22-05-2004 | "I Want You Back" in de Vlaamse Ultratop 50 - binnen: 22-05-2004 | "I Want You Back" in de Vlaamse Ultratop 50 - binnen: 22-05-2004 |
| Week                                                             | 1                                                                | 2                                                                | 3                                                                | 4                                                                | 5                                                                | 6                                                                | 7                                                                | 8                                                                | 9                                                                | 10                                                               | 11                                                               | 12                                                               | 13                                                               | 14                                                               | 15                                                               | 16                                                               | 17                                                               | 18                                                               | 19                                                               | 20                                                               | 21                                                               |                                                                  |
| ---------------------------------------------------------------- | ---------------------------------------------------------------- | ---------------------------------------------------------------- | ---------------------------------------------------------------- | ---------------------------------------------------------------- | ---------------------------------------------------------------- | ---------------------------------------------------------------- | ---------------------------------------------------------------- | ---------------------------------------------------------------- | ---------------------------------------------------------------- | ---------------------------------------------------------------- | ---------------------------------------------------------------- | ---------------------------------------------------------------- | ---------------------------------------------------------------- | ---------------------------------------------------------------- | ---------------------------------------------------------------- | ---------------------------------------------------------------- | ---------------------------------------------------------------- | ---------------------------------------------------------------- | ---------------------------------------------------------------- | ---------------------------------------------------------------- | ---------------------------------------------------------------- | ---------------------------------------------------------------- |
| Nummer                                                           | 42                                                               | 18                                                               | 10                                                               | 8                                                                | 6                                                                | 3                                                                | 3                                                                | 4                                                                | 4                                                                | 4                                                                | 3                                                                | 5                                                                | 5                                                                | 10                                                               | 13                                                               | 19                                                               | 19                                                               | 30                                                               | 42                                                               | 43                                                               | 50                                                               | uit                                                              |